# Перцептивный цикл
Перцептивный цикл (англ. The perceptual cycle model) — модель У. Найссера, представителя школы когнитивной психологии, рассматривающая восприятие как результат циклического взаимодействия трёх структур: объекта (наличной информации), перцептивной схемы и исследования.

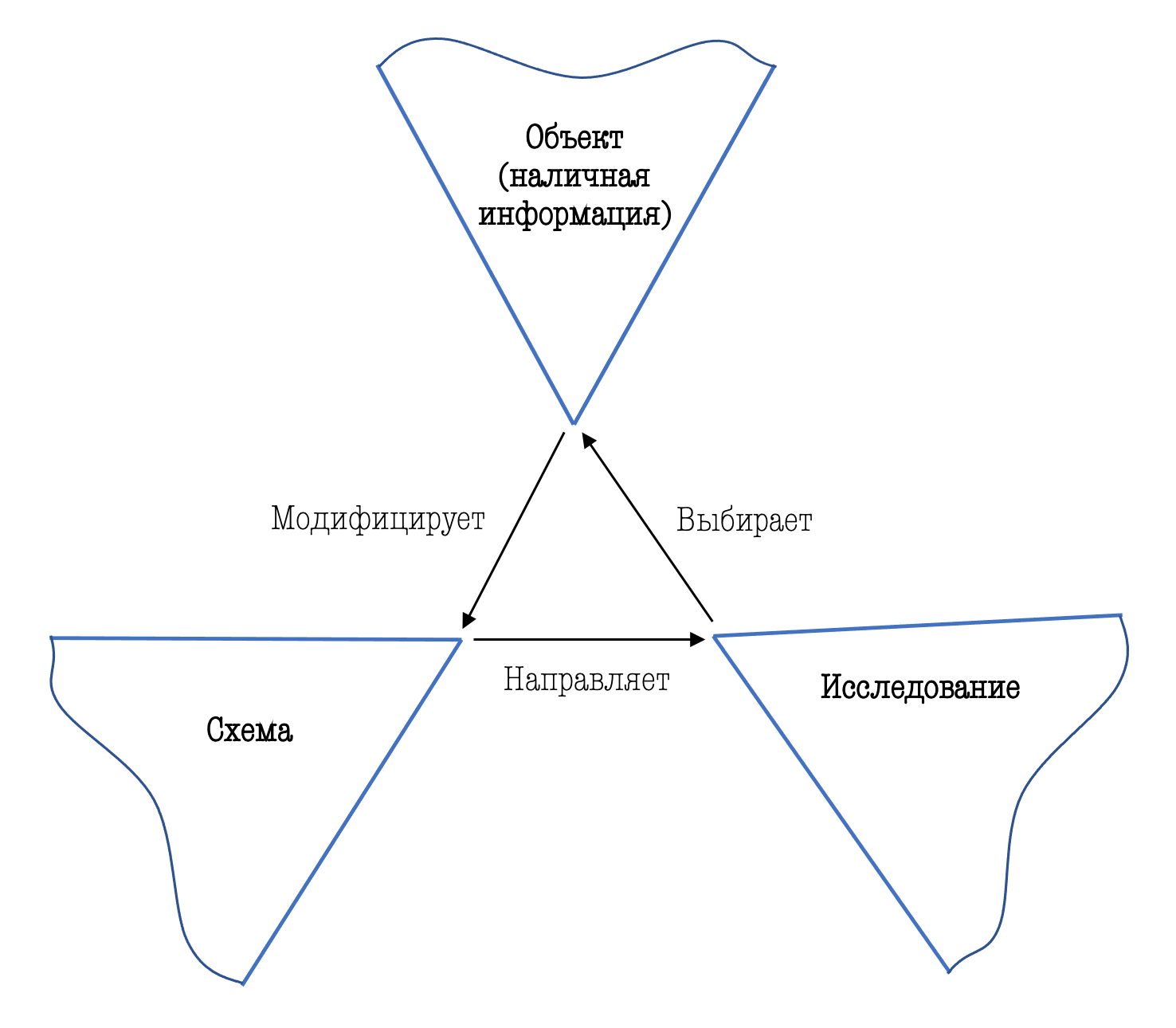
Рис. 1. Перцептивный цикл У. Найссера

В представлении У. Найссера перцептивные схемы подготавливают субъекта к принятию информации того или иного вида и таким образом направляют его исследовательскую активность. Эта активность (например, движения глаз), в свою очередь, приводит к некоторому объекту (наличной информации), а эта новая информация модифицирует исходную схему. Модифицированная схема направляет дальнейшее исследование, которое приводит к дополнительной информации. Данный цикл представлен на рис. 1.
Перцептивный цикл работает не только со зрительной информацией, а с любым видом сенсорной модальности. В реальной жизни люди не воспринимают изолированно друг от друга зрительную, слуховую и тактильную информацию. Поэтому схемы носят обобщённо перцептивный характер, а работа перцептивного цикла основывается на слаженной одновременной активности нескольких сенсорных систем.
По мнению У. Найссера, восприятие — это и взаимодействие схемы и имеющейся информации, и результат такого взаимодействия.
В основе модели перцептивного цикла лежит компьютерная метафора, поскольку процесс переработки информации человеком реализуется по неким программам, как и процесс переработки информации компьютером.

## Определение схемы
Наиболее обще, схема — это когнитивная структура, функция которой состоит в том, чтобы собирать содержащуюся в среде информацию.
Схема — это часть перцептивного цикла, которая воспринимает информацию по сенсорным каналам в разных сенсорных модальностях, изменяется под воздействием этой информации и направляет дальнейшую исследовательскую активность. Эта активность приводит к новой информации, а эта новая информация снова модифицирует схему. Кроме того, схема, являясь когнитивной структурой, находится «внутри» воспринимающего.
Так же схема — это часть нервной системы. Она не является конкретным центром в мозгу, но представляет собой систему, состоящую из некоторых физиологических структур и процессов.
У. Найссер считал, что человек уже с рождения обладает ограниченным набором перцептивных схем. Однако большая часть схем формируется по мере накопления опыта посредством перцептивного научения.
Схемы могут функционировать на разных уровнях абстракции информации, причём, одна и та же схема может функционировать на одном уровне и не функционировать на другом. Например, видя улыбающегося человека, мы можем получить информацию, с помощью которой сможем узнать: форму зубов этого человека, изменение положения его губ или его настроение. Так, восприятие настроение — это один перцептивный цикл, а восприятие форму зубов — другой. В разных перцептивных циклах формируются разные наборы предвосхищений, выделяется разная информация и эта информация используется для разных целей и по-разному запоминается.
Схемы так же являются «предвосхищающими» и состав этого предвосхищения зависит от текущей мотивации, программы действий и опыта конкретного человека. Попадая в какую-то конкретную ситуацию, мы оцениваем вероятность появления тех или иных событий в данном контексте, опираясь на опыт нахождения в этих или похожих ситуациях.
Кроме того, опыт влияет и на распределение внимания и полученный в итоге образ.
Так обыватель, столкнувшись в повседневной жизни с изделием текстильного мастерства (например, с брюками) скорее оценит их внешний вид и сделает для себя пометку «нравится/не нравится». В то же время специалист в этой области скорее всего обратит внимание на то, из какой конкретно ткани выполнено изделие, насколько хороший крой, насколько прямые строчки и какого типа эти строчки.
Экстенсивные (более широкие) схемы обычно содержат в себе менее широкие схемы и выполняют мотивирующую функцию по отношению к последним.

## Некоторые аналогии схем

### Формат
Если рассматривать схему с точки зрения функции приёма информации, то схему можно сравнить с таким понятием как «формат», используемом в информационных технологиях и, в частности, в программировании. Формат указывает на то, с каким типом информации будет работать система, и, соответственно, к какому типу информация должна быть приведена, чтобы её можно было однозначно интерпретировать. Схема же предвосхищает, какой тип информации мы скорее всего получим, и нам нужно знать этот тип информации, чтобы корректно обработать получаемую информацию. Однако, формат, как и схема, не должен быть задан слишком жёстко, иначе мы рискуем пропустить нужную информацию. Стоит заметить, что аналогия с форматом не является вполне точной, поскольку принимаемая схемой информация модифицирует саму схему, чего с форматом не происходит.

### План
Перцептивные схемы — это некие планы для сбора информации об окружающей среде. План здесь используется в том смысле, в котором его употребляли Дж. Миллер, Е. Галантер и К. Прибрам в их книге «Plans and the structure of behavior».
Но и эта аналогия не является вполне точной. У схем, в отличие от форматов и планов, нет чёткого различения формы и содержания. Схема одновременно представляет собой и план, и исполнителя этого плана.

### Генотип
Схему скорее можно сравнить с генотипом, чем с фенотипом, поскольку она задет некий вектор для исследовательской активности, но конкретная траектория движения этой активности во многом зависит от факторов окружающей среды.

## Исследование и наличная информация
Исследование оптического потока происходит за счёт движения глаз, головы или всего тела. Оптическая информация состоит из пространственных и световых структур.
В гаптическом восприятии исследованием является «ощупывание» предметов, а информацией — информация о деформации кожи, изменения положения суставов, скорости движения конечностей.
В слушании нет специфической исследовательской активности, однако активно формируются предвосхищения, без которых мы бы не смогли точно идентифицировать большинство услышанных нами звуков.
Однако стоит напомнить, что в действительности мы не воспринимаем отдельно информацию в разных модальностях. Одновременно мы воспринимаем информацию из множества источников. Восприятие предвосхищается перцептивными схемами, которые являются амодальными.

## Другие модели восприятия
Стоит отметить, что в основе всех перечисленных ниже моделей лежит компьютерная метафора, рассматривающая процесс переработки информации человеком по аналогии с процессом переработки информации компьютером на уровне «железа».
Модели восприятия в рамках когнитивной психологии.

### Линейная

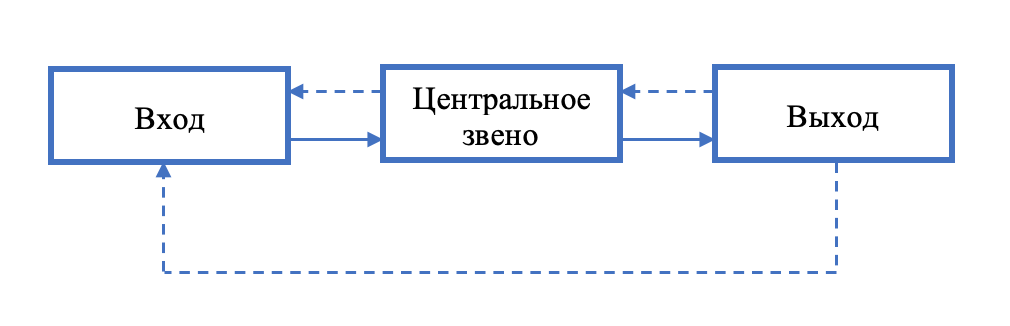
Рис. 2. Линейная модель с обратной связью

Предполагает, что на «входе» мы получаем некие сенсорные сигналы, потом эти сигналы как-то перерабатываются и на выходе получается образ. Эта модель может так же включать в себя обратную связь. Представлена на Рис. 2.
В работах П. Линдсея и Д. Нормана указываются два этапа восприятия. Первый включает выделение аморфного образа из потока сенсорных сигналов с помощью системы детекторов. На втором этапе этот аморфный образ распознаётся через отнесение его к какой-либо категории.

### С управляющим звеном

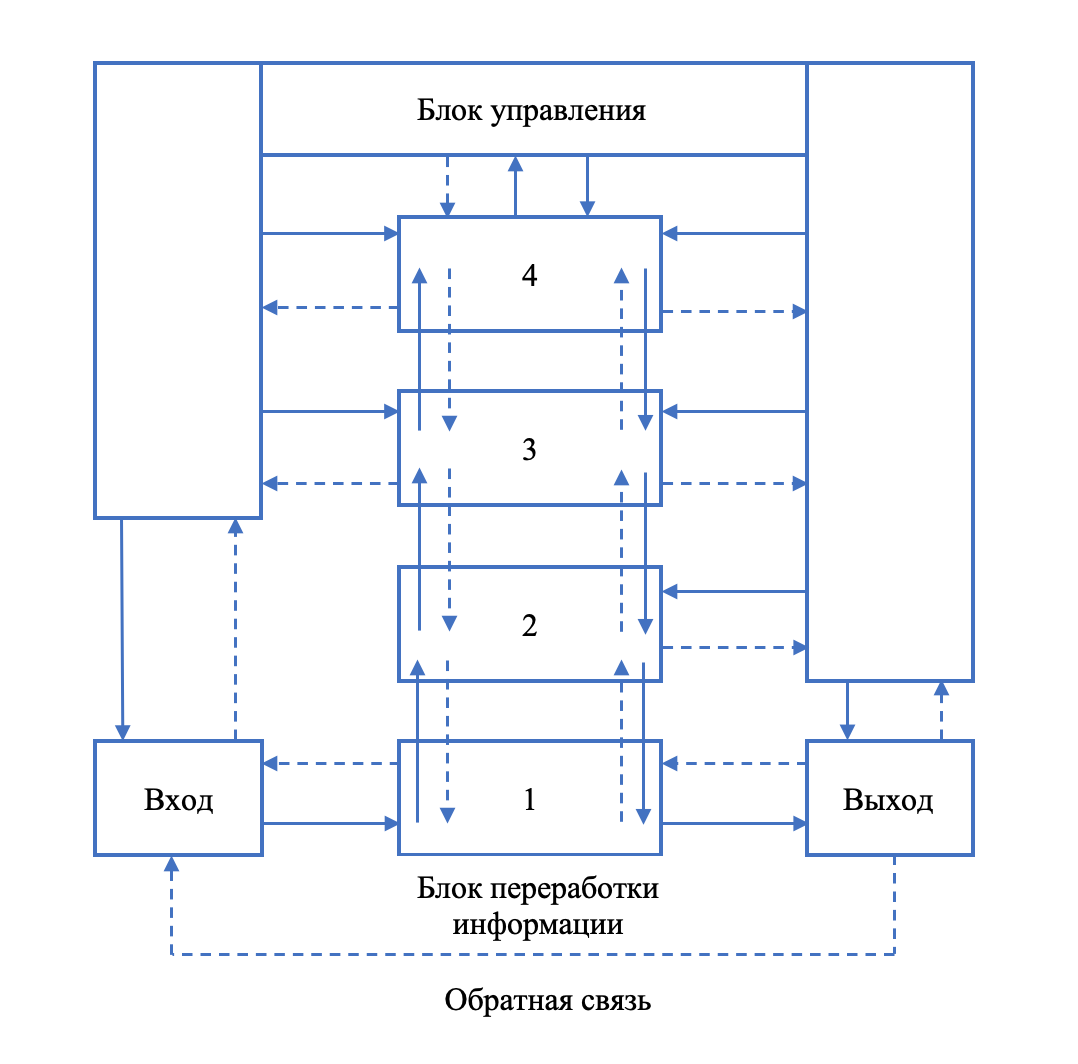
Рис. 3. Структурно-уровневая модель с обратной связью

Это модификация линейной модели, включающая некий блок, управляющий процессом восприятия: он регулирует переработку информации и принимает решение о том, что делать с этой информацией, исходя из имеющихся альтернатив.

### Структурно-уровневая
Структурно-уровневая модель предполагает, что на разных этапах развития человека последовательно формируются разные структуры восприятия. При этом каждая следующая структура регулирует работу предыдущего, а предыдущий уровень поставляет информацию для следующего. Структура самого высокого уровня включает в себя все предыдущие структуры, что обеспечивает целостность всей системы. Эта модель представлена на Рис. 3.

Со временем стало понятно, что «блочные» структуры описывают строение не психики, а центральной нервной системы. Так от аналогии переработки информации человеком с компьютерным «железом» перешли к аналогии с компьютерным программным обеспечением. Тут и появляется модель У. Найссера.

## Предпосылки создания
У. Найссер создал свою модель как способ согласования между собой и повседневной реальностью следующих теорий восприятия:
1. Восприятия как внутренней переработки информации.

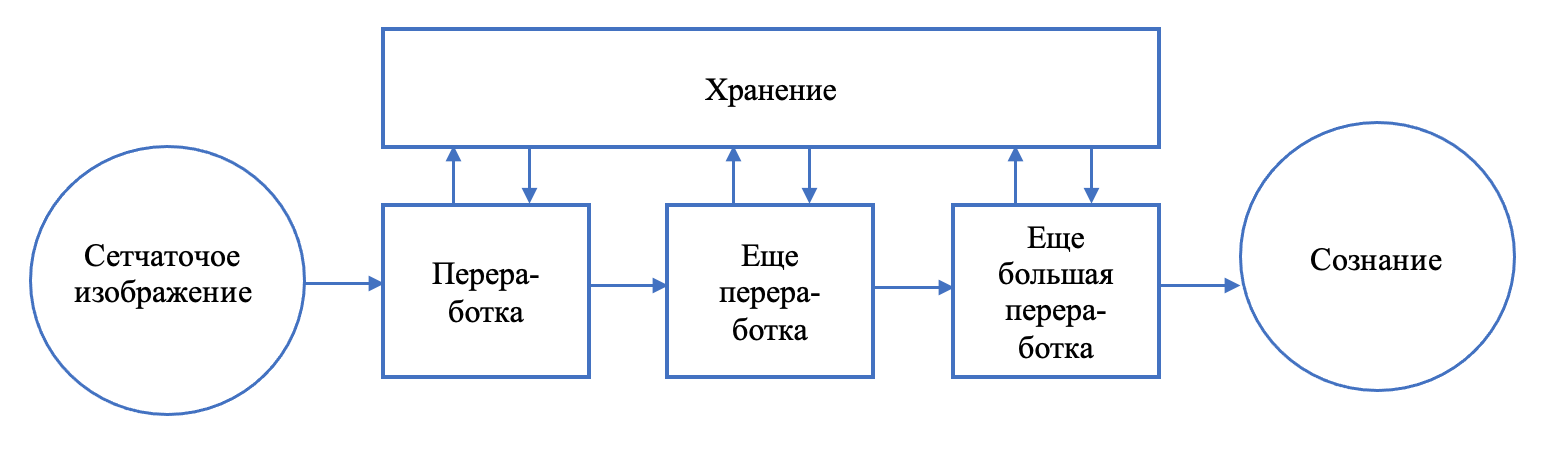
Рис. 4. Модель восприятия, основанная на теории внутренней переработки информации.

В этом подходе считается, что человек первоначально получает информацию в некоем искажённом виде с помощью механизмов сенсорных систем, детекторов, которые в ответ на специфические признаки посылают нервные импульсы. Затем в результате переработки получает правильный образ окружающего мира. Эта модель представлена на Рис. 4.
Это можно проиллюстрировать на примере зрения. Сетчаточное изображение, которое принимается последователями подхода переработки информации в качестве входной информации, перевёрнуто. Однако мы не видим мир перевёрнутым.
Эта модель, по мнению У. Найссера, не отвечает на следующие вопросы:
- Как реализовывается избирательность, осмысленность, связность, достоверность и развитие восприятия?
- Почему разные люди замечают разные фрагменты одной и той же окружающей среды?
- Почему построенный в результате образ почти всегда точно отражает окружающую среду, несмотря на неадекватность сетчаточного изображения?
- И ряд других вопросов.

2. Экологическую теорию Дж. Гибсона.
Эта теория предполагает, что вся необходимая для зрительного восприятия информация находится в потоке света, отражаемом от объектов окружающей среды. В зависимости от структуры объектов, информация будет разной. Во время движения объектов некоторые моменты остаются неизменными, это — инварианты, улавливая которые, человек определяет находящийся в поле его зрения объект. В этой теории нет места переработки информации, она уже вся дана в потоке света.
Теория Дж. Гибсона имеет следующие недостатки по мнению У. Найссера:
- В ней ничего не говорится о внутренних механизмах человека, воспринимающего информацию.
- Как человек может научиться видеть лучше?
- Как возможны иллюзии и ошибки, если мы воспринимаем информацию уже в «готовом» и вполне отражающем реальность виде?
- А также ряд других, менее существенных недостатков.

3. Восприятия как процесса категоризации.
Дж. Брунер и Р. Грегори предполагали, что восприятие состоит из проверки и подтверждения гипотез о том, какой предмет перед нами. По набору признаков мы относим предмет к той или иной категории. Однако так же учитываются вероятности появления тех или иных событий в окружающей среде и, кроме того, учитываются постоянные соотношения, связывающие одни признаки с другими.

## Экспериментальные работы
Примеры экспериментальных работ.
1. Избирательное смотрение.
Эксперимент проведён У. Найссером и Р. Беркли.
Они записали на видеомагнитофон две «игры», а затем наложили их друг на друга с помощью зеркала, создавая видимость транслирования на экране телевизора сразу двух каналов. Испытуемых просили реагировать на целевые события в игре (например, удар по мячу), нажимая на ключ. Так, в случае, когда испытуемым в дополнение к этой инструкции давали задачу сконцентрироваться на одной игре и игнорировать другую, они легко справлялись с задачей, допуская небольшое количество ошибок. Количество ошибок резко возрастало, когда испытуемых просили следить за обеими играми одновременно.
Отсутствие трудностей у испытуемых в первом случае У. Найссер объясняет тем, что в перцептивный цикл включена только та игра, на которую направлено внимание, только для этой игры формируются предвосхищения полученной в будущем информации, и, как результат, только она и воспринимается. Это объяснение он приводит в противовес фильтрации как объяснению избирательности внимания при получении сенсорных сигналов из разных источников.
2. Двойное внимание.
Эксперимент на двойное внимание был проведён Э. Спелке и У. Херстом, повторив и расширив эксперимент Л. Соломонса и Г. Стайн.
Два студента в течение семестра каждый день читали по часу про себя рассказы и одновременно с этим записывали слова, которые им диктовал экспериментатор. Сначала эта задача казалось испытуемым трудной и почти невыполнимой. Испытуемые читали гораздо медленнее, чем обычно. Однако с ходом тренировки спустя шесть недель у испытуемых восстановилась нормальная скорость чтения. На этом этапе слова для записи выбирались экспериментаторами случайно. Надо отметить, что экспериментаторами проверялась не только скорость прочитанного, но и степень осознавания прочитанного на каждом из этапов эксперимента.
На следующем этапе слова для записи собирались в некоторые подгруппы (например, 20 слов из одной категории или 20 существительных во множественном числе). Экспериментаторы ставили своей задачей проверить, заметят ли испытуемые нечто общее у записываемых слов. Списки таких слов предъявлялись испытуемым несколько раз, однако отчёт о том, что слова имеют нечто общее, испытуемые дали лишь раз — в случае, когда все слова рифмовались.
На следующем этапе испытуемым сказали, что в списке слов иногда будут встречаться какие-то категории (какие именно, не указывалось) и их просили отмечать такие моменты. Сначала у одного испытуемого снизилась скорость чтения, а у другого — снизилось понимание текста, однако через какое-то время показатели вернулись в норму. При этом испытуемые почти всегда верно находили категории.
На последнем этапе этого эксперимента испытуемых просили обращать внимание на слова, которые им диктовались, но записывать не сами слова, а их категорию. Как и на прошлом этапе, показатели скорости чтения и понимания текста вначале снизились, однако по мере тренировки вернулись в норму.
У. Найссер считал, что результаты данного эксперимента нельзя объяснить с точки зрения традиционных теорий внимания. Результаты эксперимента показали, что нет какого-то лимитирующего механизма в восприятии информации из источника, на которое сейчас не направлено внимание. Здесь, по мнению У. Найссера, результат зависит от навыка испытуемого.

## Критика
Неясен механизм создания предвосхищений, а также механизмы коррекции и опровержения предвосхищений.
Б. М. Величковский в своей вступительной статье к книге У. Найссера «Познание и реальность» высказал такие критические замечания:
- У. Найссер использует термин «activity» для обозначения совершенно разных с психологической точки зрения фрагментов деятельности.
- Несмотря на констатирование У. Найссером сходства и взаимодействия процессов восприятия и действия, остаётся нераскрытой особая роль чувственно-практической деятельности (В этом замечании можно уследить дух деятельностного подхода в психологии).
- У. Найссером не выделяются только присущие человеку формы отражения действительности. В рамках его концепции фактически описываются общебиологические формы активности, являющиеся лишь активным приспособлением к условиям окружающей среды.

Другой блок критики относится к применению перцептивного цикла к восприятию визуальной информации.
В статье «Unfulfilled expectations: A criticism of Neisser’s theory of imagery» П. Дж. Хэмпсона и П. Е. Морриса высказаны следующие критические замечания:
- У. Найссер чётко не разделяет предвосхищающий образ и воспринимаемый образ;
- По мнению авторов статьи, предвосхищающий образ может быть необходимым, но недостаточным компонентом восприятия изображения;
- У У. Найссера нет чёткого объяснения, как изображения обрабатываются и используются в познании;
- У. Найссер не допускает возможности различения простого знания и воображения через сознательный опыт наличия изображения во втором случае.